# Bonte bodemkrabspin
De bonte bodemkrabspin (Ozyptila simplex) is een spinnensoort in de taxonomische indeling van de krabspinnen (Thomisidae).
Het dier behoort tot het geslacht Ozyptila. De wetenschappelijke naam van de soort werd voor het eerst geldig gepubliceerd in 1862 door Octavius Pickard-Cambridge.